# Еловая (Брестская область)
Еловая (бел. Яловая) — деревня в Ганцевичском районе Брестской области Белоруссии. Входит в состав Хотыничского сельсовета.

## География
Деревня находится в северо-восточной части Брестской области, при автодороге Р105, на расстоянии приблизительно 21 километра (по прямой) к юго-юго-западу от города Ганцевичи, административного центра района. Абсолютная высота — 152 метра над уровнем моря. Площадь населённого пункта — 0,4338 км².

## История
По состоянию на 1909 год, в Ялове имелось 6 дворов и проживало 39 человек. В административном отношении деревня входила в состав Хотыничской волости Пинского уезда Минской губернии.
Согласно Рижскому мирному договору (1921), деревня вошла в состав межвоенной Польши. Входила в состав гмины Хотыничи Лунинецкого повета Полесского воеводства Польши. В 1921 году числилось 55 жителей, проживавших в 10 домах. В этническом составе населения того периода белорусы составляли 100 %. В конфессиональном составе населения преобладали православные христиане (96 %).
С 1939 года в БССР, с 1940 года деревня в составе Хотыничского сельсовета.

## Население
По данным переписи 2019 года, в деревне проживало 11 человек.
| Год  | Население, человек |
| ---- | ------------------ |
| 1909 | 39                 |
| 1921 | ↗ 55               |
| 2009 | ↘ 28               |
| 2019 | ↘ 11               |